# Le Banquier de la Résistance
Pour plus de détails, voir Fiche technique et Distribution.
Le Banquier de la Résistance (Bankier van het Verzet) est un film néerlandais réalisé par Joram Lürsen, sorti en 2018. Il s'agit des faits réels sur la vie du banquier Walraven van Hall qui a financé la résistance néerlandaise pendant la Seconde Guerre mondiale.

## Synopsis
Le Banquier de la Résistance est inspiré par l'histoire du banquier néerlandais Walraven van Hall (Barry Atsma) sous l'occupation nazie. Il décide de financer la résistance néerlandaise par la création d'une banque parallèle. Walraven van Hall utilise le prétexte d'un fonds de bienfaisance créé pour aider les marins néerlandais bloqués à l'étranger par la guerre afin de blanchir de l'argent à l'intérieur de la banque dans laquelle il travaille. Cependant, alors que la guerre continue et que l'étau allemand se resserre sur lui, les besoins de la résistance augmentent. Afin de les financer, il fait imprimer de faux billets à ordre du trésor, les fait échanger secrètement avec des vrais, pour écouler ces derniers contre de l'argent liquide dans une « vraie » banque.

## Fiche technique
Sauf indication contraire, les informations mentionnées dans cette section peuvent être confirmées par la base de données cinématographiques IMDb,  présente dans la section « Liens externes ».
- Titre original : Bankier van het Verzet
- Titre international : The Resistance Banker
- Titre français : Le Banquier de la Résistance
- Réalisation : Joram Lürsen
- Scénario : Marieke van der Pol, Thomas van der Ree et Winchester McFly
- Direction artistique : Harry Ammerlaan
- Décors : Paulius Dascioras
- Costumes : Bho Roosterman
- Photographie : Mark van Aller
- Son : Herman Pieëte
- Montage : Peter Alderliesten
- Musique : Merlijn Snitker
- Production : Sabine Brian, Alain De Levita, Sytze Van Der Laan et Winchester McFly
- Sociétés de production : NL Film ; Evangelische Omroep et Zilvermeer Productions (coproductions)
- Sociétés de distribution : Dutch FilmWorks ; Netflix (Monde)
- Pays d'origine :  Pays-Bas
- Langue originale : néerlandais
- Format : couleur
- Genre : Drame et biopic et guerre
- Durée : 123 minutes
- Dates de sortie :
  - Pays-Bas : 8 mars 2018
  - Monde : 11 septembre 2018 (Netflix)

## Distribution
- Barry Atsma : Walraven van Hall
- Jacob Derwig : Gijs van Hall
- Pierre Bokma : Meinoud Rost van Tonningen
- Fockeline Ouwerkerk : Tilly van Hall
- Raymond Thiry : Van den Berg
- Matteo van der Grijn : Huub
- Jaap Spijkers : Ritter
- Daan Aufenacker : le banquier de la banque des Pays-Bas
- Aafke Buringh : Emma van Hall
- Steef de Bot : Jonas van Berkel

## Production
Sont crédités du scénario au générique Marieke van der Pol, Thomas van der Ree et Winchester McFly. Winchester McFly est en réalité un collectif de quatre scénaristes néerlandais : Matthijs Bockting, Michael Leendertse, Joost Reijmers et Pieter van den Berg,.

## Accueil

### Sorties
Le Banquier de la Résistance sort le 8 mars 2018 aux Pays-Bas, et le 11 septembre 2018 mondialement sur Netflix.

## Distinctions
Le film est nommé pour onze Veaux d'Or en 2018 et en remporte quatre, parmi lesquels le prix du meilleur film et du meilleur acteur, plus le prix du public. Il est également sélectionné en tant que candidat néerlandais dans la catégorie du meilleur film en langue étrangère à la 91e cérémonie des Oscars,,.

### Récompenses
- Veaux d'or, Festival du cinéma néerlandais d'Utrecht 2018 :
  - Meilleur décors pour Harry Ammerlaan
  - Meilleur film pour les producteurs Sytze Van Der Laan, Sabine Brian, Alain De Levita et le réalisateur Joram Lürsen
  - Meilleur acteur pour Jacob Derwig
  - Meilleure actrice dans un second rôle pour Fockeline Ouwerkerk
  - Prix du public pour les producteurs Sytze Van Der Laan, Sabine Brian, Alain De Levita et le réalisateur Joram Lürsen

### Nominations
- Festival du cinéma néerlandais d'Utrecht 2018 :
  - Meilleure musique pour Merlijn Snitker
  - Meilleur acteur dans un second rôle pour Pierre Bokma
  - Meilleure photographie pour Mark van Aller
  - Meilleur scénario pour Marieke van der Pol, Thomas van der Ree et Winchester McFly
  - Meilleur montage pour Peter Alderliesten
  - Meilleur son pour Herman Pieëte
- Festival international du film de Palm Springs 2019 :
  - Meilleur film en langue étrangère pour Joram Lürsen